# Daniel Hůlka
Daniel Hůlka (ur. 1 czerwca 1968 w Pradze) – czeski aktor i baryton, znany z występowania w teatrze muzycznym, kinie i operze. Na swoim koncie ma nagrody Anděl, a oprócz tego jest kilkukrotnym laureatem plebiscytu Český slavík. 

## Dyskografia (wybór)
- Daniel Hůlka (1997)
- Mise (1998)
- Živé Obrazy (1999)
- Rozhovor (2000)
- Gold (2001)
- Bravo, Pane Hrabě (2001)
- Ještě Jednu Árii, Pane Hrabě! (2002)
- Dílem Já (2004)

## Nagrody i wyróżnienia
Český slavík
- #1 (1998)
- #2 (1997, 1999, 2000, 2001)
- #3 (2002)

Nagroda Anděl
- #1, najlepszy piosenkarz (1997)
- #3, najlepszy piosenkarz (1998, 1999)

W 2016 roku został odznaczony Medalem Za Zasługi I stopnia, w 2020 roku zwrócił jednak odznaczenie.